# Lezíria do Weser
A Lezíria do Weser (em alemão:  Wesermarsch) é um distrito (Kreis ou Landkreis) da Alemanha localizado no estado de Baixa Saxônia.

## Cidades e municípios
|  | Cidades 1. Brake 2. Elsfleth 3. Nordenham Municípios 1. Berne 2. Butjadingen 3. Lemwerder 4. Jade 5. Ovelgönne 6. Stadland |